# Бейст
Бейст (нем. Beust) — дворянский род.
Старинный знатный род из маркграфства Бранденбургского, в XIX веке владевший большими поместьями в Саксонии и Шлезвиге. В числе членов этой фамилии были епископы, ученые богословы, профессора и государственные деятели.
Родоначальниками двух линий фамилии Бейст были два брата: Иоахим Фридрих (1696—1771) — старшей дворянской, и Карл Леопольд, возведенный в 1777 году в графское достоинство, — младшей графской линии. Внук первого, Фридрих (ум. в 1840 г.) был саксонским обергофгерихтсратом и от брака с дочерью саксонского министра фон Карловица (ум. 1806) оставил двух сыновей: Константина фон-Бейста (1806—1891) и известного Фридриха-Фердинанда, графа фон-Бейста (1809—1886), родоначальника новейшего графского дома.
Главой же прежней линии графов Бейст был Фридрих-Герман (1813—1889), сын графа Карла-Леопольда, обергофмаршал саксен-веймарский, генерал-лейтенант и генерал-адъютант великого герцога.
- Бойст, Оле фон (р. 1955) — немецкий политик, первый бургомистр Гамбурга с 2001 года по 2010 год, председатель Бундесрата с 2007 по 2008 год, открытый гей.